# 邪恶老鼠
《邪恶老鼠：老鼠的复仇》是Invent4 Entertainment于2009年7月20日在Microsoft Windows平台发布的一款益智类电脑游戏。2010年5月，Strategy First购买了该游戏的版权。其续作《邪恶老鼠秀》于2016年7月20日发布，距离本作恰好7年。

## 评价

游戏的第一关的物品栏，包含老鼠和其他用于本关的物品

Metacritic上并没有任何评论家评论该游戏。Kotaku则认为该游戏“简直烂到要死”（putridly awkward），是款“几乎人人喊打的游戏”（nearly universally reviled）。然而2009年该游戏登陆Steam时，由于当时Steam平台对游戏质量审核较为严格，导致游戏受到了特殊程度的关注。直到2015年游戏在社区仍有活跃的玩家。
该游戏收获的用户评价多为正面，或许开启了对低劣游戏给予讽刺性好评的趋向，同时它也成了恶搞其他玩家时经常赠送的礼物。Rock, Paper, Shotgun称之为“游戏界内的奇葩”（the gaming equivalent of neckties with kooky prints or fart-scented soap）。

## 续作
该游戏的续作《邪恶老鼠秀》于2016年7月20日发布。